# Hauptstraße C36
Die Hauptstraße C36 (englisch Main Road C36) ist eine Hauptstraße in Namibia. Sie verläuft von Südost nach Nordwest und verbindet die Gemeinden im nördlichen Erongo miteinander. Im Süden reicht die C36 bis nach Wilhelmstal und schließt an die Nationalstraße B2 an, im Nordwesten reicht sie bis nach Uis.